# 步兵班

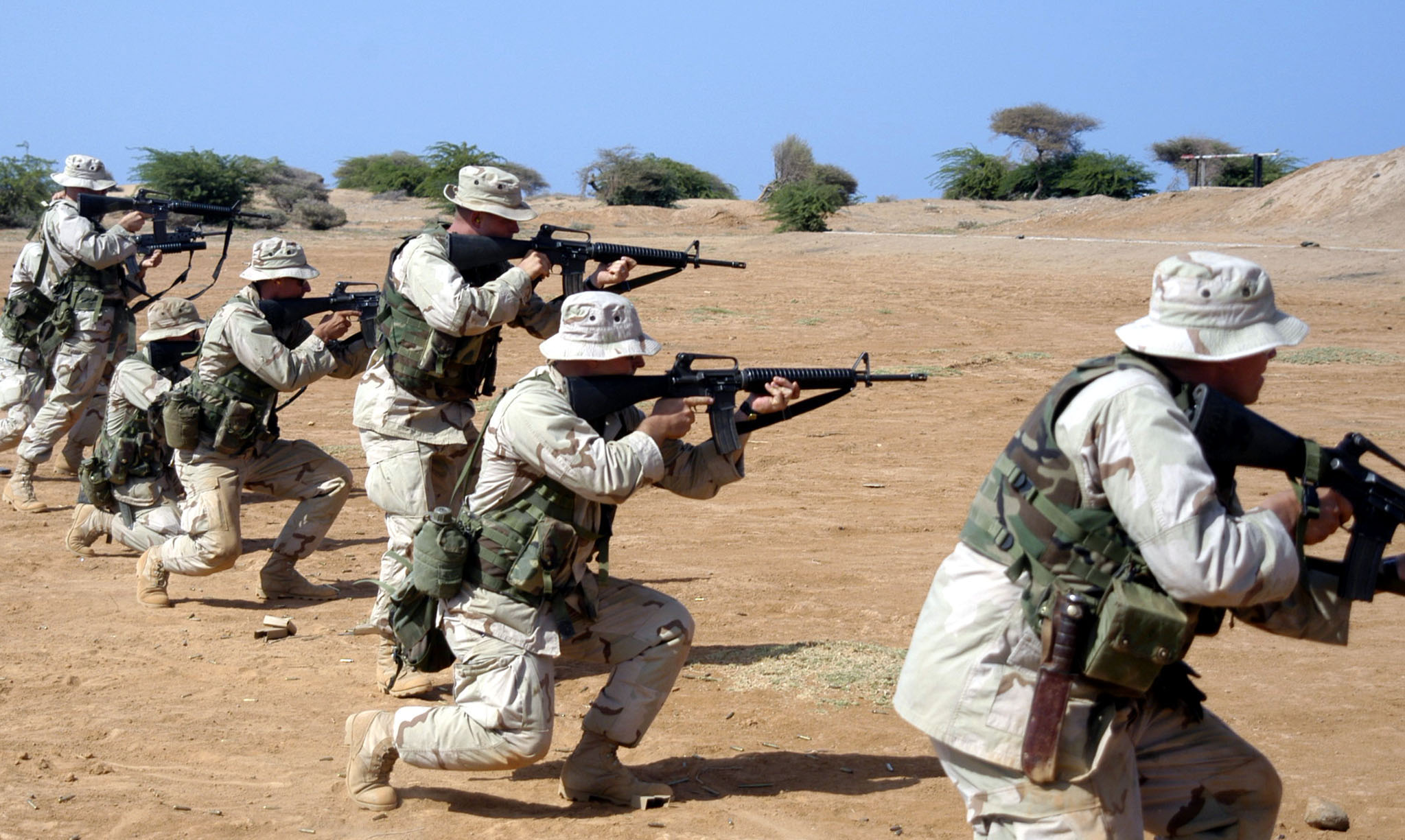
正在參與非洲之角聯合任務的美國海軍陸戰隊步兵班在一次「槍枝介紹」的演練中，嘗試熟悉他們所手持的M16A2突擊步槍，照片攝於2003年3月24日吉布地共和國境內雷蒙尼耶營區。在非洲之角聯合任務的演練中，還包括有認知心理和生理壓力的課堂教學，以及實際模擬戰鬥的假想情況演練，以精實海軍陸戰隊員能夠自身的戰力。

步兵班是步兵的基本戰鬥單位，通常由三個或四個戰鬥小組或士兵組成，在班長的領導下執行戰鬥或勤務任務，各戰鬥小組另設有組長（伍長），以隊列中資深一等兵或上等兵擔任。
步兵班的装备一般由班用的輕機槍，士兵使用的突擊步槍或衝鋒槍或手槍、刺刀、火箭筒、防毒面具、迫擊炮、槍榴彈、地雷、手榴彈等組成。在一些被加強的步兵班中會根據戰鬥或勤務認任務配備其他裝備。第二次世界大戰之前，步兵班的裝備和戰術很單一，主要由裝備步槍的步兵組成，一般有9-15名士兵和1-2名士官組成；二次世界大戰期間，由於輕機槍，衝鋒槍，火箭筒等單兵武器的出現和普及，许多国家的步兵班在装备和战术上的改革比较大。
二戰以後，隨著軍事理論和軍事裝備的變革，步兵班的編成和裝備也發生了較大的變化，主要變化趨勢有：
- 火力加強，現代步兵班擁有更強大，持續的火力；在殺傷，反坦克，防空等方面都有提升

- 通信能力加強，在二戰中只有美國將無線電裝備到步兵排一級，而在現代陸軍中，很多國家都把無線電通訊設備裝備到了班一級，在各國的未來陸軍士兵裝備的計畫中，無線電，衛星通訊裝備都將升級到每一名士兵。

- 防護力加強，不但單兵的個人防护装备提升，步兵班還能獲得裝甲戰鬥車輛的裝甲防護

- 機動能力提高，現代陸軍的步兵班，不僅可以得到汽車，裝甲輸送車，步兵戰車，主力戰車，吉普車，代用客車（貨車），卡車，火車，摩托車，腳踏車等陸地機動車輛的支援，還能配備武裝直升機，全地形車輛等新裝備，因此在機動能力上有了很大的提升，對地形條件的適用能力也大大增加

- 人員減少，為適應快速反應戰爭，減輕後勤負擔，適應裝甲車輛等原因，同時在新軍事技術運用到步兵裝備的條件下，各國的步兵班都能在不降低戰鬥力的前提下，減少步兵班的編制。目前各國步兵班的人數都在7-12名左右。